# Zatorze (Sanok)
Zatorze (dawn. Posada Sanocka) – dzielnica miasta Sanoka.

## Historia
Położona jest w południowej części miasta. W przeszłości w jej miejscu (na południowy zachód od centrum) rozpościerało się Przedmieście Sanockie, w 1645 określana jako Posada Wyżna, później zwana Posadą Sanocką (1900–1918). 21 grudnia 1890 w Posadzie Sanockiej została otwarta czytelnia, założona przez Krakowskie Towarzystwa Oświaty Ludowej, której powstania inicjatorem był Karol Zaleski, a kierownikiem został Władysław Sygnarski. W ostatniej dekadzie XIX wieku naczelnikiem gminy Posada Sanocka był Antoni Bogda.
Na przełomie XIX/XX wieku właścicielami tabularnymi dóbr we wsi byli Józefa Rylska, Maria Szeliska i Teofila Tchórznicka. W 1905 Józefa Rylska posiadała we wsi Posada Sanocka obszar 31 ha, Aleksander Mniszek-Tchorznicki.
Ustawą nr 31 podpisaną 23 września 1909 w Wiedniu gmina administracyjna Posada Sanocka powiatu sanockiego została wcielona do gminy miasta Sanoka. Wówczas kierownikiem tymczasowego zarządu gminy został mianowany przez starostę Kazimierza Jaworczykowskiego burmistrz miasta, Feliks Giela. Pierwsze posiedzenie nowej Rady Miejskiej Wielkiego Sanoka po przyłączeniu Posady Sanockiej odbyło się 26 czerwca 1912. Uchwałą Rady Miejskiej w Sanoku z 5 września 1912 dawną Posadę Sanocką nazwano dzielnicą II miasta Sanoka.
Główną i najstarszą arterią w dzielnicy jest biegnąca w górę w kierunku południowym ulica Bartosza Głowackiego w Sanoku, założona w 1908. Obecnie dzielnica jest położona w kierunku południowym od linii kolejowej nr 108 przebiegającej przez miasto. Na wschodzie graniczy z dzielnicą Posada, od północy ze Śródmieściem, od zachodu z Dąbrówką, zaś od strony południowej graniczy z wsią Stróże Małe.
Powstałe na obszarze dzielnicy osiedle w obrębie ulicy Warzywnej, nazwane Osiedlem Króla Jana III Sobieskiego, zyskało także zwyczajowe nazwy „Kenarówka” (od nazwiska inicjatora Karola Kenara) oraz „Jerozolima”.
W 1986 na Osiedlu im. Jana III Sobieskiego powstał klub piłkarski OKS „Amator” Sanok.

## Obiekty
- Sanok Miasto – stacja kolejowa
- Szpital Specjalistyczny w Sanoku
  - Lądowisko Sanok-Szpital